# Atti di Andrea e Mattia
Gli Atti di Andrea e Mattia (nella città dei cannibali) sono un apocrifo del Nuovo Testamento relativo agli apostoli Andrea e Mattia, scritto in greco dopo il V secolo, probabilmente in Egitto. Alcuni manoscritti tardi presentano la titolatura "Atti di Andrea e Matteo".
Il testo descrive l'arrivo dell'apostolo Mattia presso una città di cannibali, dai quali viene salvato miracolosamente da Gesù e Andrea.
È stato tradizionalmente considerato come un episodio facente parte dell'apocrifo Atti di Andrea, ma i moderni esegeti lo identificano come un racconto successivo e indipendente.
Dato l'avanzato periodo di composizione e lo stile eccessivamente favolistico l'apocrifo non può essere considerato un fedele resoconto storico, sebbene non si possa escludere una ripresa di precedenti tradizioni orali.